# Madonna della Stella (Montefalco)
Madonna della Stella is een plaats (frazione) in de Italiaanse gemeente Montefalco.